# Wasserburg (Bodensee)

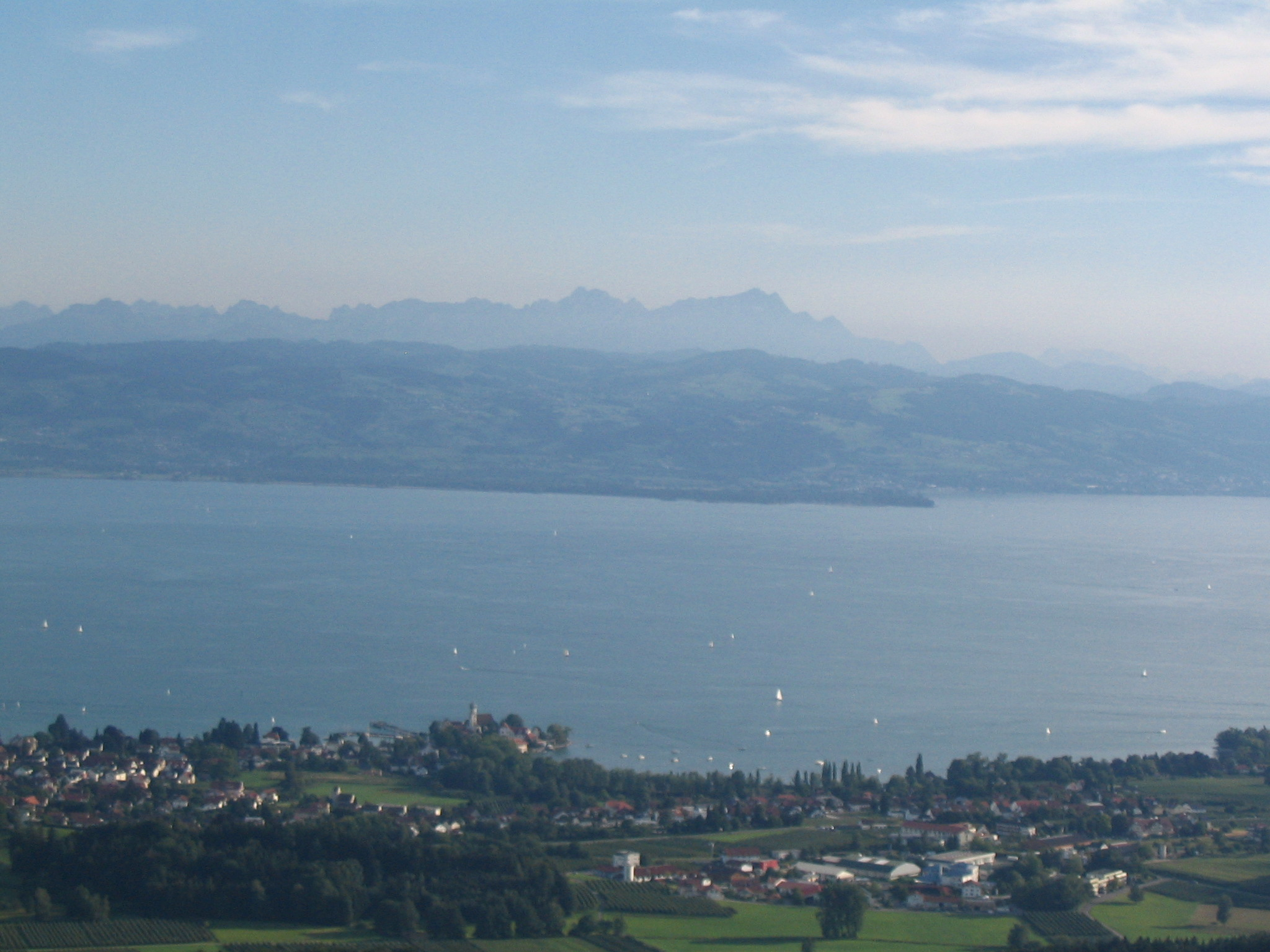
Widok z lotu ptaka

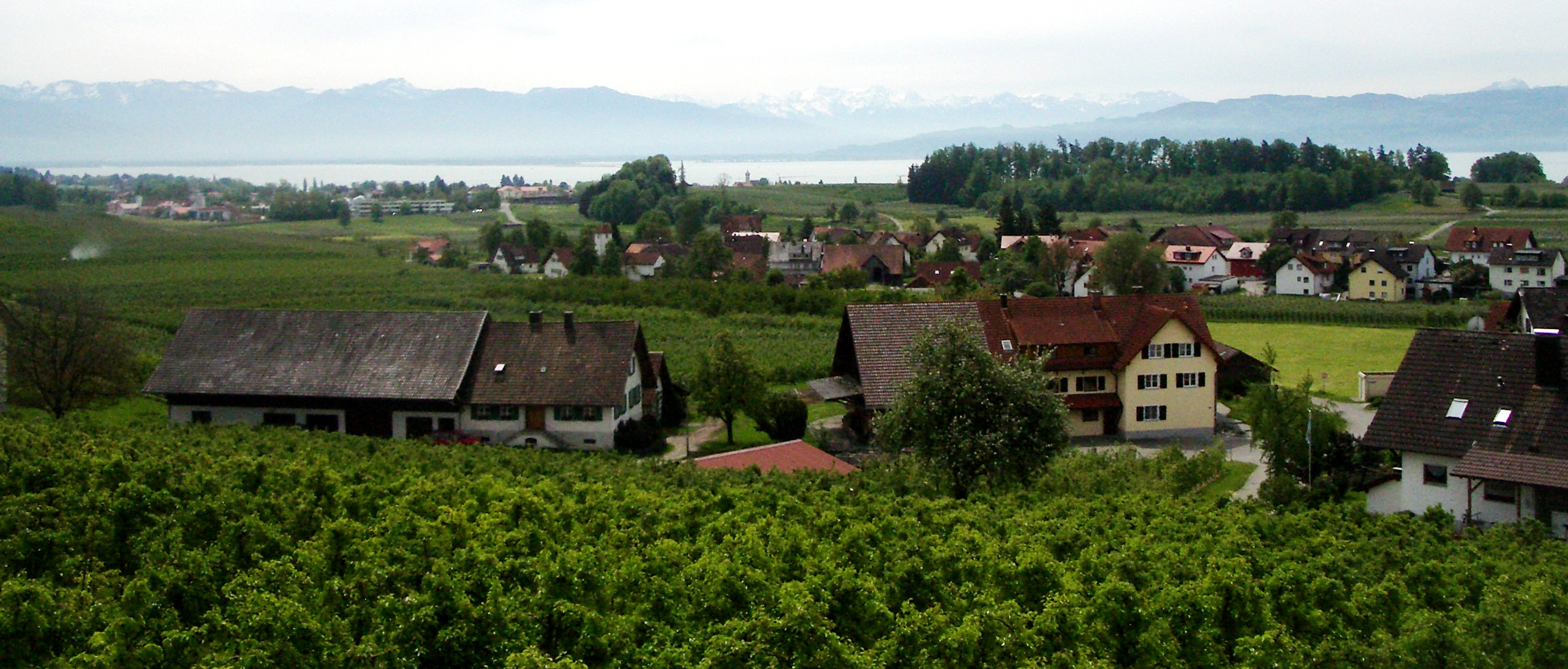
Widok z kaplicy św. Antoniego (Antoniuskapelle)

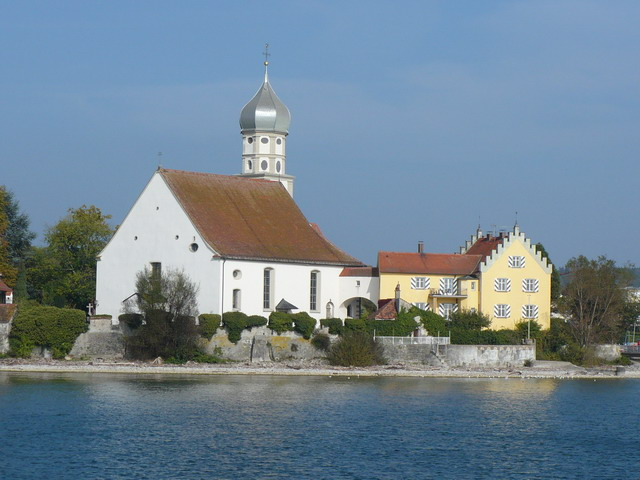
Kościół pw. św. Jerzego (St. Georg)

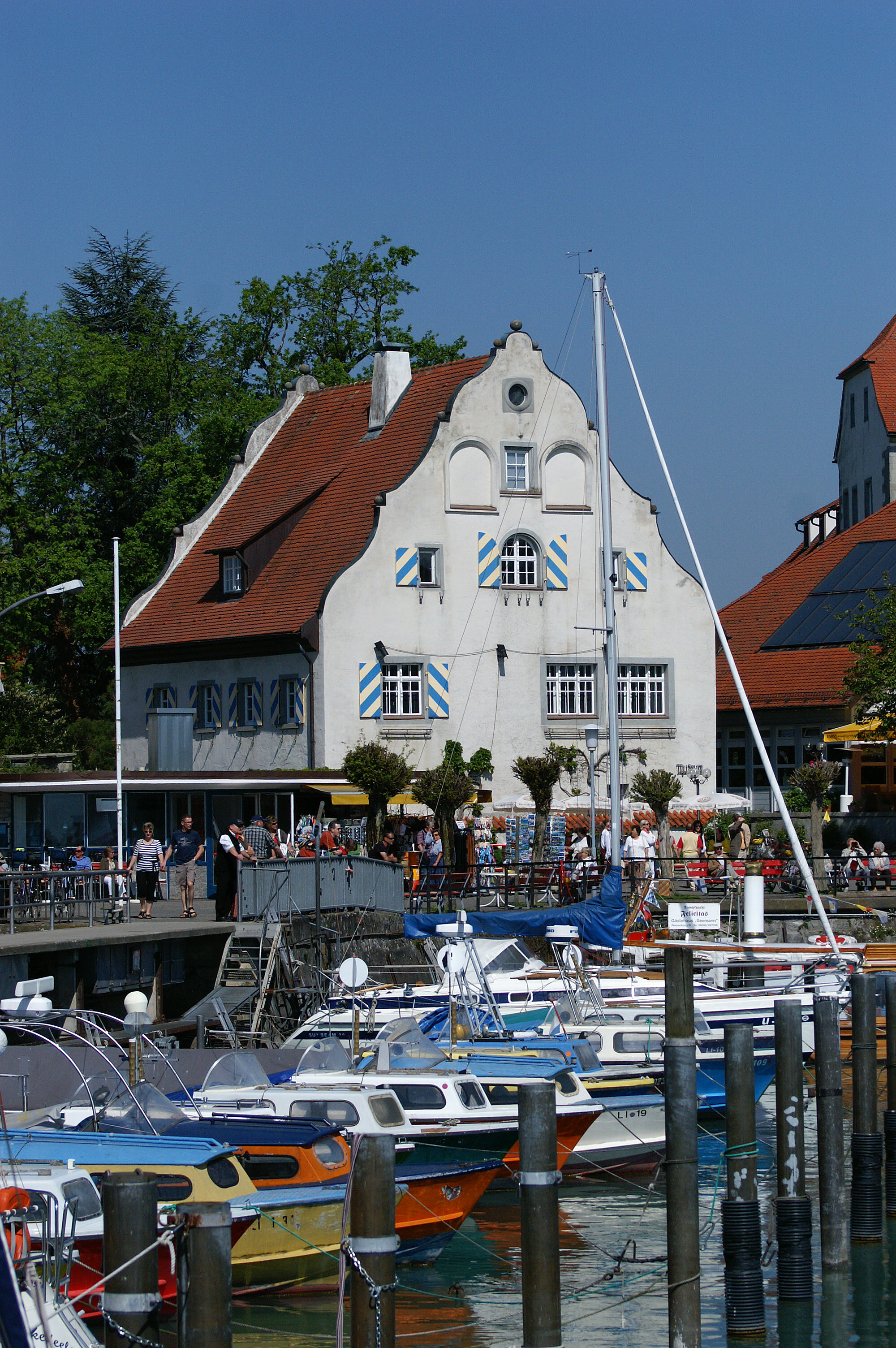
Muzeum Malhaus

Wasserburg (Bodensee) – gmina w południowych Niemczech, w kraju związkowym Bawaria, w rejencji Szwabia, w regionie Allgäu, w powiecie Lindau (Bodensee). Leży nad Jeziorem Bodeńskim, przy granicy z Badenią-Wirtembergią.

## Geografia
Wasserburg (Bodensee) położony jest na północnym brzegu Jeziora Bodeńskiego, uchodzi tutaj potok Eschbach. W rezerwacie przyrody Bichelweiher und Bichelweihermoos znajduje się zbiornik wodny Bichelweiher.
Najniższym punktem gminy jest około 3 km wybrzeże Jeziora Bodeńskiego na wysokości 395,23 m n.p.m., najwyższym punktem gminy jest wzniesienie na północno-wschodniej granicy z Bodolz przy miejscowości Bruggach o wysokości 467,4 m n.p.m.

### Sąsiednie gminy
Gmina Wasserburg (Bodensee) graniczy z czterema gminami: na północy z Kressbronn am Bodensee (Badenia-Wirtembergia), na północnym wschodzie z miastem Lindau (Bodensee), na wschodzie z Bodolz, na południowym wschodzie ponownie z Lindau (Bodensee), na zachodzie z Nonnenhorn.

### Części gminy[1]
- Bichel
- Hattnau
- Hege
- Hengnau
- Reutenen
- Schwand
- Selmnau
- Wasserburg (Bodensee)

### Demografia[2][3]
Dane o ludności z 31 grudnia 2008:
| Opis                                | Ogółem | Ogółem | Kobiety | Kobiety | Mężczyźni | Mężczyźni |
| ----------------------------------- | ------ | ------ | ------- | ------- | --------- | --------- |
| Jednostka                           | osób   | %      | osób    | %       | osób      | %         |
| Populacja                           | 3440   | 100    | 1783    | 51,83   | 1657      | 48,17     |
| Wiek przedprodukcyjny (0–17 lat)    | 618    | 17,97  | 291     | 8,46    | 327       | 9,51      |
| Wiek produkcyjny (18–65 lat)        | 1927   | 56,02  | 988     | 28,72   | 939       | 27,3      |
| Wiek poprodukcyjny (powyżej 65 lat) | 895    | 26,02  | 504     | 14,65   | 391       | 11,37     |

## Historia[5]
Pierwsza wzmianka o Wasserburgu jako Wazzarburuc pojawiło się w dokumentach klasztoru St. Gallen z 784. Z pism wynika, że klasztorowi podlegał tutejszy kościół św. Jerzego (St. Georg). Do 1280 władzę w Wasserburgu jako pełnomocnicy klasztoru Sankt Gallen sprawowali właściciele Kißlegg. W 1280 za 500 srebrnych marek miejscowość kupili właściciele Schellenberga. 24 kwietnia 1358 podczas najazdu zburzona została twierdza Wasserburg.
W 1386 za pomocą von Ebersbergów miejscowość nabyli grafowie von Montfort, zapłacili 650 funtów halerzy. Z powodu dużego zadłużenia Wasserburg (Bodensee) zmienił właścicieli w 1592, za 63 000 guldenów kupili go Fuggerowie von Kirchberg und Weißenhorn zu Babenhausen. W 1720 Fuggerowie połączyli wyspę Wasserburg ze stałym lądem, powstał wówczas dzisiejszy półwysep. Na skutek dużych długów Fuggerowie odstąpili Wasserburg Austrii. Austriacy w wólce Bichel urządzili stację pocztową by móc dalej przekazywać Mailänder Bote do Mediolanu. Wasserburg (Bodensee) do Austrii Przedniej należał niecałe 50 lat. W 1803 miejscowość została wcielona do Bawarii.
W 1872 wybudowano przystań dla parowców, kolej w miejscowości pojawiła się w 1899. Elektryczność do miejscowości dotarła na przełomie 1911/1912.

## Zabytki i atrakcje

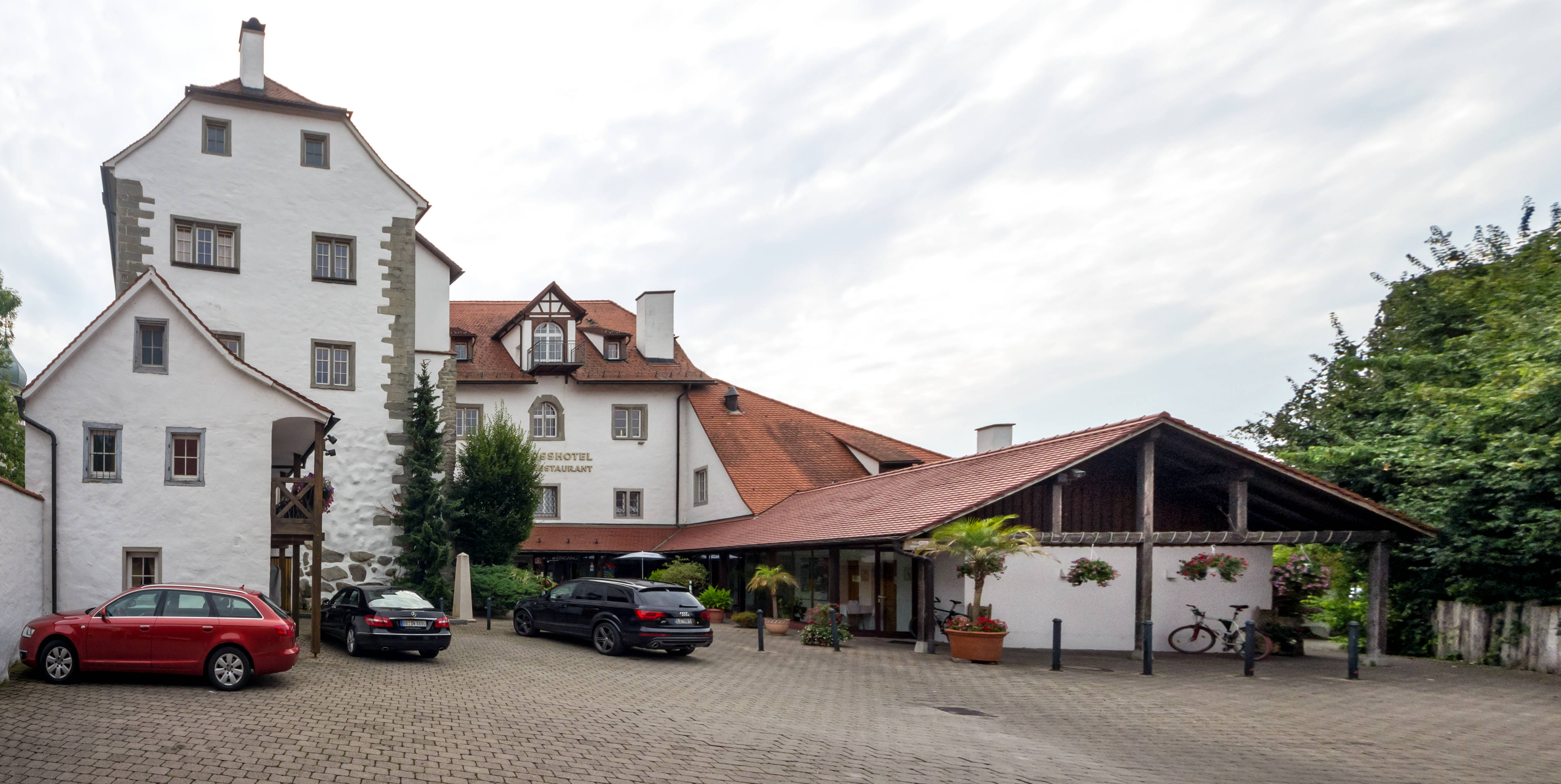
Zamek Wasserburg

- zamek Wasserburg zbudowany w XIV wieku na fundamentach zburzonego w 1358 roku zamku z VIII wieku[6].
- katolicki Kościół parafialny pw. św. Jerzego (St. Georg)
- ewangelicki Kościół parafialny pw. św. Jana (St. Johann)
- Kaplica pw. św. Jakuba w dzielnicy Reutenen (St. Jakob)
- Kaplica pw. św. Antoniego w dzielnicy Selmnau (St. Antonius)
- muzeum literatury (Museum im Malhaus) w budynku z 1597, otwarte w 1979.
- Rezerwat przyrody Mittelseemoos
- Rezerwat przyrody Bichelweiher und Bichelweihermoos
- Obszar chronionego biotopu Birkenried

## Polityka
Wójtem gminy jest Thomas Eigstler z CSU. W skład rady gminy wchodzi 16 osób.
|                          |                          | 2002  | 2002    | 2002  | 2008  | 2008  | 2008  |
| miejsca                  | %                        | głosy | miejsca | %     | głosy |       |       |
| ------------------------ | ------------------------ | ----- | ------- | ----- | ----- | ----- | ----- |
|                          | CSU                      | 7     | 39,8%   | 665   | 6     | 35,8% | 556   |
|                          | SPD                      | 2     | 11,5%   | 191   | –     | –     | –     |
|                          | Freie Bürgerschaft       | 4     | 27,3%   | 456   | 5     | 32,3% | 501   |
|                          | Unabhängige Liste        | 2     | 12,1%   | 202   | 2     | 14,9% | 231   |
|                          | aktive Bürger            | 1     | 9,3%    | 155   | 3     | 17,0% | 263   |
|                          |                          | 16    | 100%    | 1669  | 16    | 100%  | 1551  |
| uprawnieni do głosowania | uprawnieni do głosowania | 2479  | 2479    | 2479  | 2741  | 2741  | 2741  |
| głosy ważne              | głosy ważne              | 1669  | 1669    | 1669  | 1551  | 1551  | 1551  |
| głosy nieważne           | głosy nieważne           | 45    | 45      | 45    | 30    | 30    | 30    |
| frekwencja               | frekwencja               | 69,1% | 69,1%   | 69,1% | 57,7% | 57,7% | 57,7% |

## Infrastruktura

### Transport
Przez północną część gminy przebiega droga krajowa nr 31, najbliższa autostrada znajduje się około 8 km na wschód od centrum Wasserburga (autostrada A96, zjazd 2 Lindau).
Centrum gminy przecina linia kolejowa Bodenseegürtelbahn z przystankiem kolejowym Wasserburg am Bodensee.
Na półwyspie Wasserburg zlokalizowana jest przystań skąd odpływają promy Bodensee-Schiffsbetriebe relacji Bregencja-Konstancja (przez Meersburg, Mainau, Hagnau am Bodensee, Immenstaad am Bodensee, Friedrichshafen, Langenargen, Kressbronn am Bodensee, Nonnenhorn i Lindau (Bodensee)) i Lindau (Bodensee)-Rorschach (Szwajcaria) przez Bad Schachen.
Najbliższe porty lotnicze znajdują się we Friedrichshafen (20 km) i Memmingen (75 km).

### Turystyka
Gmina znajduje się w atrakcyjnym turystycznie regionie. W 2008 nocowało tutaj około 180 tys. osób.
Wasserburg znajduje się na trasie Bodensee-Rundwanderweg i w sieci tras do nordic walking Nordic Walking Park Bayerischer Bodensee. W gminie znajduje się kompleks basenów, kąpielisko, korty do tenisa i squasha oraz wiele szlaków turystycznych.

## Ludzie urodzeni w Wasserburg (Bodensee)
- Rudolf Agricola (ur. 1490, zm. 1521), drukarz, pisarz
- Horst Wolfram Geißler (ur. 1893, zm. 1983), pisarz
- Martin Walser (ur. 1927, zm. 2023), pisarz

## Źródła
- Wolfgang Kootz: Lake Constance. Ubstadt-Weiher: Kraichgau Verlag GmbH, 2008. ISBN 3-929228-67-X. (ang.).